# Манушу
Мате́уш Албе́рту Контре́йраш Гонса́лвіш (порт. Mateus Alberto Contreiras Gonçalves, Manucho), більш відомий як Ману́шу (порт. Manucho; нар. 7 березня 1983, Луанда) — ангольський футболіст, нападник. Виступав у складі збірної Анголи, представляючи її на чотирьох турнірах Кубка африканських націй.

## Досягнення
- Найкращий бомбардир ангольського Першого дивізіону: 2006, 2007
- Найкращий бомбардир Кубка африканських націй: 2012